# Quäkergemeinde Minden
Die Quäkergemeinde Minden bildete im 19. Jahrhundert in der ostwestfälischen Stadt Minden in Nordrhein-Westfalen einen wichtigen Stützpunkt der Quäkergemeinschaft in Deutschland.

## Geschichte der Quäkerschule
Ab etwa 1796 gab es in Minden eine der wenigen deutschen Quäkergemeinden. Sie geriet immer wieder in Konflikt mit der Obrigkeit, zunächst wegen eines nicht genehmigten Versammlungshauses, später wegen der Schulpflicht der Kinder. Zunächst wurde auf die Quäker Druck ausgeübt, weil sie ihre Kinder zu Hause unterrichteten und nicht zur Schule schickten. Daraufhin gründeten sie eine der wenigen Quäkerschulen, die je auf deutschem Boden entstehen sollten, zum größten Teil finanziert von angloamerikanischen und britischen Quäkern.
Die Napoleonischen Kriege und die Befreiungskriege brachten die Quäker an den Rand des Ruins. Ihr Schulunterricht kam 1813 vorübergehend zum Erliegen, da die Kinder zur Arbeit herangezogen werden mussten, um das nackte Überleben der Familien zu sichern.
Erst 1821 wurde in Minden der Schulbetrieb wieder aufgenommen. In der Zwischenzeit unterrichtete man die Kinder zusammen mit denen der Quäkergemeinde in Friedensthal bei Bad Pyrmont. Hierzu wurde eine Genehmigung der königlich-preußischen Regierungskommission eingeholt. Den Quäkern wurde aber ausdrücklich verboten, Kinder von Nichtquäkern zu unterrichten.
Ab 1815 kam es durch wiederholte Beschwerden des lutherischen Predigers und Lehrers Maximilian Linkmeyer bei der Regierung zu Konflikten. Er bezeichnete die Quäkerschule als „Winkelschulenunfug“, weil diese Kinder von lutherischen Eltern – auf deren Wunsch – unterrichteten. Linkmeyers Befürchtung, dass ihm auf diese Weise Schulgeld entging, war nichtig, da die lutherischen Eltern Schulgeld entrichten mussten, obwohl die Kinder die lutherische Schule nicht besuchten. Für die Kinder der Quäker wurde die lutherische Schule, die sie nicht besuchten, ebenfalls in Rechnung gestellt.
Im Gegensatz zu den Lutheranern weigerten sich die Eltern allerdings zu zahlen. Das führte zu Zwangspfändungen mit noch höheren Gebühren.
Linkmeyer befürchtete zudem ein Konvertieren von Lutheranern. 
1818 wurde dann endgültig die Zwangsschließung verfügt. Als der Schulleiter der Quäker den Unterricht trotzdem fortsetzte, wurde er mit Geldbußen und Gefängnis bestraft. Das geschah auf maßgebliches Betreiben des lutherischen Predigers Georg Hanff in dessen Funktion als preußischer Konsistorial- und Schulrat der Regierung zu Minden. Er war Gründer des Vorläufers der noch heute bestehenden Königsschule zu Minden, sodass von einem gewissen Eigeninteresse ausgegangen werden kann.
Auch als der Schulbetrieb 1821 wieder aufgenommen wurde, kehrte keine Ruhe ein. Diesmal entzündete sich der Streit wegen der angeblich mangelnden Qualifikation des Lehrkörpers. Der Lehrer Christian Schelp unterrichtete jetzt zwar auch in Englisch, konnte aber in den Fächern „Singen“, „Orgelspiel“ und „lutherische Glaubenslehre“ kein Examen nachweisen; was nicht verwunderlich war, da Quäker das Singen wie das Orgelspiel ablehnen. Der Konflikt zwischen der Schulbehörde und der Schule wegen seiner Zulassung zog sich fast 30 Jahre hin, bis der für seine ablehnende Haltung den Quäkern gegenüber bekannte Prediger Hermann Ohly 1857 den Schulleiter vor Gericht erfolglos verklagte und dieser im Jahre 1858 die offizielle Erlaubnis zur Leitung der „Mindener Quäker-Privatschule“ erhielt.
In den 1870er Jahren wurde die Schule wegen Schülermangels geschlossen. Infolge der sich im Mindener Land ausbreitenden, als Konkurrenz wirkenden Erweckungsbewegung, aber auch durch Gemeindeausschlüsse und zunehmende Auswanderung verlor die Gemeinde immer mehr Mitglieder und ging Ende des 19. Jahrhunderts ein. Heute gibt es in Minden keine Quäkergemeinde mehr. Lediglich an der Kuckuckstraße befindet sich noch der Quäkerfriedhof.